# Jan Linders
Jan Linders, född 4 maj 1936 i Ängelholm, död 16 december 2024 i Helsingborg, var en svensk jurist, politiker och författare.

## Biografi
Linders blev juris kandidat vid Lunds universitet 1961, och arbetade därefter som åklagare i Helsingborg, Landskrona och Ängelholm. Bland uppmärksammade rättsfall han arbetade med finns BT-Kemi-skandalen i Teckomatorp och det rasistiska mordet på en svart ung man i Klippan 1995. En valperiod, 1989–1991, var han kommunalråd i dåvarande boendekommunen Klippan. Hans parti var Centerpartiet, vilket han även representerade i kulturnämnderna i Ängelholms kommun, Helsingborgs kommun och Båstads kommun.
Som jurist skrev Linders tillsammans med John Boström handboken "Betalningsföreläggande och handräckning” (1965), vilken blev ett standardverk med många upplagor.
Linders var initiativtagare till Ängelholms flygklubb, och tog flygcertifikat. En period var han också ordförande i Skånska deckarsällskapet.

### Författarskapet
Linders debuterade som skönlitterär författare med en novell i Expressen 1961 och skrev också många detektivnoveller i tidningar och tidskrifter, innan han romandebuterade med Flygande fiende, 1979. Romanen är en spänningsberättelse om en pilot i en nordvästskånsk stad. Eld upphör! (1980) utspelar sig liksom Den långa natten (1982) under andra världskriget, medan Makten och härligheten (1981) använder thrillerformen för att diskutera kärnkraftsfrågan. Även de övriga skönlitterära verken hör till spänningsgenren. Den historiska Mot snapphanegränsen avviker genom att vara förlagd till 1600-talets svensk-skånska krig, och Alltid efter midnatt (2007) är en relationsroman.

### Facklitteratur
- Boström, John; Linders Jan (1965). Indrivning av fordran genom lagsökning och betalningsföreläggande. Stockholm: Norstedt. Libris 730250
  - Häggman, Bertil; Boström John, Linders Jan, Dahnell Olof (2025). Betalningsföreläggande och handräckning: En kommentar. Gula Biblioteket (10 uppl.). Norstedts Juridik. Libris j3nj8071glvgw3pq. ISBN 9789139030843